# Sturm auf Höhe 404
Sturm auf Höhe 404 (Originaltitel: The Young Warriors) ist ein US-amerikanischer Kriegsfilm des Regisseurs John Peyser aus dem Jahr 1967. Das Drehbuch basiert auf dem Roman The Beardless Warriors des Drehbuchautors Richard Matheson.

## Handlung
Sergeant Cooley, ein kriegsmüder Offizier, dient 1944 in Europa. Seine Einheit erhält Verstärkung, die aus neuen und unerfahrenen Rekruten besteht. Einer der Rekruten, Hacker, ist nach seinem ersten Gefecht von den Erlebnissen betäubt. Doch er findet sich schnell mit den Begebenheiten ab und tötet seine Feinde schon bald mit fanatischem Eifer. Er schreckt auch nicht davor zurück, einen deutschen Soldaten, der sich ergeben will, niederzuschießen. Cooley tadelt ihn für diese Tat. Der junge Soldat nimmt seinem Vorgesetzten den Rüffel übel.
Als die US-Truppe versucht, einen von deutschen Soldaten besetzten Bauernhof zu stürmen, wird Cooley verwundet. Hacker rennt durch das gegnerische Feuer zu seinem Sergeanten und trägt ihn in Sicherheit. Im Feldlazarett lädt Cooley Hacker, der nie ein richtiges Zuhause hatte, ein, ihn in New Mexico zu besuchen. Nachdem Cooley zurück in die Staaten geschickt wird, wird Hacker zum Sergeanten befördert. Zurück an der Front bereitet er nun junge Männer darauf vor, ins Gefecht zu ziehen.

## Kritiken
Das Lexikon des internationalen Films sah in dem Film „Wehrertüchtigungsfilm von dürftiger Machart“.
Howard Thompson von der New York Times sah den Film positiver. Zwar weise der Film die übliche Runde auf, die den üblichen übereifrigen Killer und zwei oder drei Komödianten beinhalte. Die Kampfszenen haben jedoch eine sachliche Authentizität. Griggs straffe Kameraarbeit mit den rauen und trostlosen Hintergründen sage mehr über die psychologische Beschaffenheit des Krieges aus als alles andere.
Auch der „TV Guide“ lobt die überraschend gute Kameraführung, die die schwachen Elemente des Filmes ausgleiche. Die Regieführung wird als oberflächlich beschrieben.
Der Evangelische Filmbeobachter hält nicht viel von dem Streifen: „Typisch amerikanischer Farbbreitwand-Kriegsfilm, der kaleidoskopartig Episoden aus dem Erleben einer Gruppe GIs auf dem Schlachtfeld in Europa aneinanderreiht. Leider zu wenig in die Tiefe dringend und von schwacher äußerer Form.“

## Hintergrund
Die Uraufführung fand am 26. April 1967 in Cincinnati statt. In Deutschland wurde er erstmals am 3. Februar 1968 gezeigt.